# 윤소이
윤소이(본명: 문소이, 1985년 2월 14일 ~ )는 대한민국의 배우다.

## 경력
- 2009년 2월 경기도 가평군 홍보대사
- 2011년 8월 경주세계문화엑스포 홍보대사
- 2014년 2월 세이브 더 칠드런 아프리카에 빨간염소 보내기 캠페인 홍보대사
- 2016년 10월 동국대학교 홍보대사

## 출연 작품

### 드라마
| 연도   | 방송사    | 제목                              | 역할             | 비고        |
| ------ | --------- | --------------------------------- | ---------------- | ----------- |
| 2004년 | MBC       | 사랑한다 말해줘                   | 서영채           | 15부작      |
| 2006   | KBS2      | 굿바이 솔로                       | 정수희           | 16부작      |
| 2007   | KBS2      | 우리를 행복하게 하는 몇 가지 질문 | 지수             | 〈터널〉 편 |
| 2007   | MBC       | 옥션하우스                        | 차연수           | 12부작      |
| 2009   | MBC       | 히어로                            | 주재인           | 16부작      |
| 2011   | SBS       | 무사 백동수                       | 황진주           | 29부작      |
| 2011   | 채널A     | 컬러 오브 우먼                    | 변소라           | 20부작      |
| 2013   | KBS2      | 아이리스 2                        | 박태희           | 20부작      |
| 2014   | KBS2      | 천상여자                          | 이선유           | 103부작     |
| 2015   | tvN       | 식샤를 합시다 2                   |                  | 특별출연    |
| 2015   | tvN       | 신분을 숨겨라                     | 장민주(이민주)   | 16부작      |
| 2016   | SBS       | 그래, 그런거야                    | 유세희           | 54부작      |
| 2017   | JTBC      | 품위있는 그녀                     |                  | 특별출연    |
| 2018   | tvN       | 계룡선녀전                        | 거문성 선녀 이지 | 특별출연    |
| 2018   | SBS       | 황후의 품격                       | 서강희           | 52부작      |
| 2018   | 채널A     | 커피야 부탁해                     |                  | 우정출연    |
| 2019   | KBS2      | 태양의 계절                       | 윤시월           | 102부작     |
| 2019   | SBS       | 닥터 탐정                         | 윤시월           | 특별출연    |
| 2020   | TV CHOSUN | 복수해라                          | 구은혜           | 16부작      |
| 2022   | TV CHOSUN | 마녀는 살아있다                   | 양진아           | 12부작      |
| 2025   | KBS 2TV   | 친밀한 리플리                     | 매인 주인공      | 100부작     |

### 영화
| 연도   | 제목                | 역할           | 비고                    |
| ------ | ------------------- | -------------- | ----------------------- |
| 2004년 | 아라한 장풍 대작전  | 안의진(아라치) |                         |
| 2005   | 역전의 명수         | 오순희         |                         |
| 2005   | 무영검              | 연소하         |                         |
| 2010   | 우리 만난 적 있나요 | 인우           |                         |
| 2011   | 벽루천              | 선덕여왕       | 경주세계문화엑스포 제작 |
| 2013   | 아이리스 2: 더 무비 | 박태희         | 《아이리스 2》 극장판   |
| 2015   | 삼경차고            | 리사           | 중국 영화               |
| 2015   | 어떤살인            | 강자겸         |                         |
| 2018   | 돌아와요 부산항애   | 찬미           |                         |

## 그 외 활동

### 방송
| 연도 | 방송사   | 제목                                | 역할 | 비고 |
| ---- | -------- | ----------------------------------- | ---- | ---- |
| 2012 | tvN      | 마법의 왕                           | 진행 |      |
| 2013 | 온스타일 | 패션킬라                            | 출연 |      |
| 2015 | SBS      | 썸남썸녀                            | 출연 |      |
| 2016 | JTBC     | 김제동의 톡투유 - 걱정 말아요! 그대 | 출연 | 49회 |
| 2017 | MBC      | 은밀하게 위대하게                   | 출연 | 21회 |
| 2017 | KBS2     | 하숙집 딸들                         | 출연 |      |

### 뮤직비디오
| 연도   | 제목                       | 가수   | 비고 |
| ------ | -------------------------- | ------ | ---- |
| 2002년 | 〈무지개〉                 | 조규찬 |      |
| 2003년 | 〈어느 소녀의 사랑이야기〉 | 한소리 |      |
| 2010   | 〈해줄 수 있는 말〉        | 티맥스 |      |
| 2013   | 〈편지〉                   | 다비치 |      |

### 광고
- 삼성전자 애니콜
- 파리바게뜨
- SK텔레콤 준
- 코리아나 화장품 엔시아
- 삼성전자 디지털프라자
- 한국펩시콜라 게토레이 아이스
- 롯데제과 이오떼
- 채선당

## 수상 및 후보
| 연도   | 시상식                         | 부문                                 | 작품                   | 결과 |
| ------ | ------------------------------ | ------------------------------------ | ---------------------- | ---- |
| 2004년 | 제41회 대종상                  | 신인여우상                           | 《아라한 장풍 대작전》 | 후보 |
| 2004년 | 제25회 청룡영화상              | 신인여우상                           | 《아라한 장풍 대작전》 | 후보 |
| 2004년 | MBC 연기대상                   | 여자 신인상                          | 《사랑한다 말해줘》    | 후보 |
| 2005   | 제3회 코리아 패션 월드 어워드  | 영화 부문 여자 올해의 베스트드레서상 | 《무영검》             | 수상 |
| 2008   | SBS 연기대상                   | 뉴스타상                             | 《유리의 성》          | 수상 |
| 2008   | SBS 연기대상                   | 연속극 부문 여자 연기상              | 《유리의 성》          | 후보 |
| 2009   | 제4회 아시아모델상시상식       | 여자배우 부문 모델특별상             | 빈칸                   | 수상 |
| 2011   | SBS 연기대상                   | 특별기획 부문 여자 우수연기상        | 《무사 백동수》        | 수상 |
| 2014   | KBS 연기대상                   | 일일극 부문 여자 우수연기상          | 《천상여자》           | 후보 |
| 2016   | SBS 연기대상                   | 장편드라마 부문 여자 우수연기상      | 《그래, 그런거야》     | 후보 |
| 2019   | 제27회 대한민국 문화연예대상   | 드라마부문 여자 최우수연기상         | 《태양의 계절》        | 수상 |
| 2019   | KBS 연기대상                   | 일일극 부문 여자 우수연기상          | 《태양의 계절》        | 후보 |
| 2021   | 제7회 아시아태평양 스타 어워즈 | 연속극 여자 최우수연기상             | 《태양의 계절》        | 후보 |